# Местякену (Вранча)
Местякену (рум. Mesteacănu) — село у повіті Вранча в Румунії. Входить до складу комуни Візантя-Лівезь.
Село розташоване на відстані 176 км на північ від Бухареста, 38 км на північний захід від Фокшан, 147 км на південний захід від Ясс, 109 км на північний захід від Галаца, 99 км на схід від Брашова.

## Населення
За даними перепису населення 2002 року у селі проживали 385 осіб, усі — румуни. Усі жителі села рідною мовою назвали румунську.